# Jake Thomas
Jake Thomas, né le 30 janvier 1990 à Knoxville, dans le Tennessee, aux États-Unis, est un acteur, chanteur et photographe américain.
Il est principalement connu pour avoir tenu rôle de Matt McGuire dans Lizzie McGuire, aux côtés d'Hilary Duff.

## Biographie

### Famille
Ses parents Bob Thomas (en) et Simms Thomas sont tous les deux acteurs et écrivains. Il a un frère prénommé Chad et une sœur prénommée Brooke. Jake Thomas a tenu le rôle de Matt McGuire dans Lizzie McGuire et de Jason Stickler dans Cory est dans la place.

## Filmographie

### Cinéma
- 2000 : If Tomorrow Comes de Gerrit Steenhagen : Adam jeune
- 2000 : The Cell de Tarsem Singh : Carl Stargher jeune
- 2001 : A.I. Intelligence artificielle (Artificial Intelligence: A.I.) de Steven Spielberg : Martin Swinton
- 2003 : Lizzie McGuire, le film (Lizzie McGuire Movie) de Jim Fall : Matt McGuire
- 2004 : Dinocrocodile, la créature du lac (Dinocroc) de Kevin O'Neill : Michael Banning
- 2004 : Soccer Dog 2 : Championnat d'Europe de Sandy Tung : Zack Connolly
- 2006 : Monster Night (pt) de Leslie Allen : Isaac Ackerman
- 2010 : The Assignment de Timothy J. Nelson : Spencer
- 2012 : No One to Blame : Shane Ross

### Télévision
- 1999 : Troisième planète après le Soleil (3rd Rock From the Sun) (série télévisée) : Un gosse
- 1999 : The Man Show (en) (série télévisée) : Jake
- 1999 : Les Anges du bonheur (Touched by a Angel) (série télévisée) : Thomas
- 1999 : Hefner: Unauthorized (en) (Téléfilm) : Hef à 9 ans
- 2001 - 2004, 2020 - : Lizzie McGuire (série télévisée) : Matt McGuire
- 2002 : Body and Soul (série télévisée) : Raymond White
- 2003 : Sixteen to Life (Téléfilm) : Mike
- 2003 : Christmas Vacation 2: Cousin Eddie's Island Adventure (en) (Téléfilm) : Third Johnson
- 2003 - 2007 : Billy et Mandy, aventuriers de l'au-delà (série télévisée) : Nigel Planter
- 2004 : FBI : Portés disparus (Without a Trace) (série télévisée) : Eric Miller
- 2005 : Center of the Universe (en) (série télévisée) : Waylon
- 2007 - 2008 : Cory est dans la place (Cory in the House) (série télévisée) : Jason Stickler
- 2008 : Aces 'N' Nights (Téléfilm) : Noah
- 2008 : Urgences (ER) (série télévisée) : Nick Riley
- 2008 : Cold Case (série télévisée) : Hugh Mastersen '78
- 2009 : Lie to Me (série télévisée) : James Cole
- 2009 : Eleventh Hour (série télévisée) : Brian Dahl
- 2009 : Ghost Whisperer (série télévisée) : Andrew Carlin
- 2009 : Leçons sur le mariage (Rules of Engagement) (série télévisée) : Toby
- 2009 : Dr House (série télévisée) : Ryan
- 2009 : Trust Me (en) (série télévisée) : Steve
- 2009 : Les Experts : Miami (CSI: Miami) (série télévisée) : Lucas Galinetti
- 2010 : The Whole Truth (série télévisée) : Mark Esposito
- 2010 : Esprits criminels (Criminal Minds) (série télévisée) : Scott Kagan
- 2010 : Prise au piège (Locked Away) : Kevin
- 2011 : La Vidéo de la honte (Betrayed at 17) : Shane Ross
- 2014 : Rendez-moi mon bébé (Taken Away) : Lucas

## Discographie
- 2006 : Now and Then